# Glacera San Quintín
La glacera San Quintín, també anomenada de San Tadeo és la glacera més gran que baixen des de camp de gel patagó nord, al Parc Nacional Laguna San Rafael.
Està a la Província de Aysén, a Regió d'Aysén, a Xile.

## Geografia
La glacera flueix cap a l'oest i després forma un semi cile a l'Istme de Ofqui, que comunica la península de Taitao amb el continent. El seu front es troba a 20 kilòmetres al sud-est de la Glacera San Rafael i a 100 kilòmetres a l'est de la Península Tres Montes, de la que està separat pel Golf de Penas.

## Història
El 1834 es va fer el primer registre de la glacera, quan fou visitada per Charles Darwin. Després, el 1921, la zona va ser cartografiada per Reichert durant la seva travessa pel camp de gel patagó nord.
Fins als inicis de la dècada dels 90, la glacera estava retrocedint, però del 1990 al 1993 va experimentar un augment. A partir d'aquesta data, la glacera ha patit una important pèrdua de massa, que ha provocat un col·lapsa de part del seu front principal, que alimenta un llac proglaciar format pel desgel. Aquest fet fou confirmat en un nou amidament que es feu el 2002.

retrocés de les glaceres de San Quintín i de San Rafael